# Ceratopteris succulenta
Ceratopteris succulenta är en kantbräkenväxtart som först beskrevs av William Roxburgh, och fick sitt nu gällande namn av Fraser-jenkins. Ceratopteris succulenta ingår i släktet Ceratopteris och familjen Pteridaceae. Inga underarter finns listade.